# Bogislaw I.

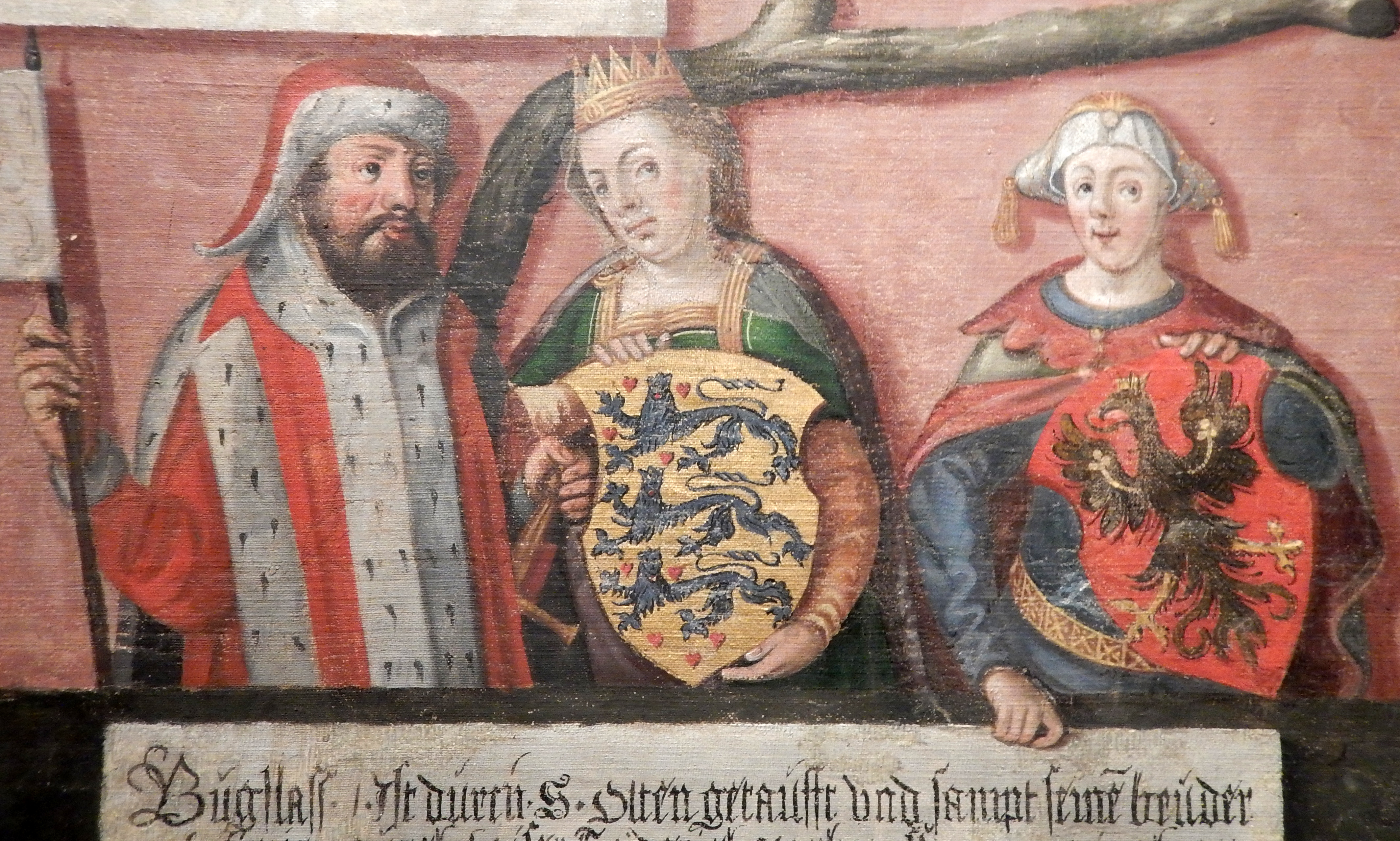
Bogislaw I. mit seinen beiden Gemahlinnen, aus dem Bilderstammbaum der Greifen von Cornelius Krommeny (1598).

Reitersiegel Bogislaws I. von Pommern, 1170

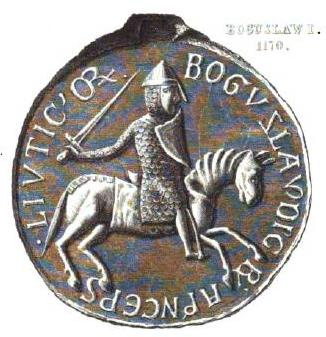
Reitersiegel von Bogislaw I., 1170 – Nachzeichnung F. A. Vossberg 1854

Bogislaw I. (* um 1130; † 18. März 1187 in Sosnitza bei Altwarp) war ein Herzog von Pommern.

## Leben
Nach dem Tode von Bogislaws Vater Wartislaw I. übernahm zunächst dessen Bruder Ratibor I. die Regierung in Pommern. Erst nach dem Tod Ratibors I. 1155/56 trat dann Bogislaw zusammen mit seinem jüngeren Bruder Kasimir I. die Regierung an. Bogislaw als der Ältere war der führende der beiden Brüder; auf Münzen verwendete er sogar den Königstitel.
1164 unterstützten Bogislaw und Kasimir den Pribislaw, Fürsten der Obodriten, bei dessen Aufstand gegen Heinrich den Löwen. Nach der für Heinrich siegreichen Schlacht bei Verchen aber wurden Bogislaw und Kasimir Lehnsleute Heinrichs. Bogislaw I. blieb Heinrich dem Löwen bis zu dessen Sturz im Jahr 1181 treu. Auf dessen Wunsch beteiligte er sich zusammen mit Kasimir I. unter anderem an der Eroberung Rügens durch die mit Heinrich verbündeten Dänen im Jahr 1168. Als die Pommernfürsten wie auch Heinrich der Löwe bei der Verteilung der Beute leer ausgingen, kam es zum Konflikt mit den Dänen. Nach mehreren Kriegszügen des Dänenkönigs Waldemar I. ins pommersche Gebiet, die auch als Vergeltung für die Plünderung dänischer Territorien galten, erkauften sich Bogislaw I. und Kasimir I. 1177 gegen Tributzahlungen Frieden.
1177/1178 begründete Bogislaw mit dem Kloster Gramzow das erste Kloster in der Uckermark.
1180 fiel Bogislaws Bruder Kasimir vermutlich bei der Verteidigung von Demmin gegen den brandenburgischen Markgrafen Otto I. und Bogislaw regierte fortan allein. 1181 wurde er anlässlich seines Erscheinens im kaiserlichen Lager vor Lübeck durch Friedrich Barbarossa mit „Slawien“ belehnt. Ob darin eine Erhebung in den Reichsfürstenstand gesehen werden kann, ist ungewiss. Ebenfalls ist ungewiss, welches Territorium genau mit „Slawien“ gemeint sein sollte.
Eine etwaige Reichsunmittelbarkeit konnte Bogislaw jedenfalls nicht behaupten. Es kam wieder zu kriegerischen Auseinandersetzungen mit Dänemark. Ein Angriff Bogislaws auf das unter dänischer Lehnshoheit stehende Fürstentum Rügen schlug 1184 fehl. Nach siegreichen dänischen Kriegszügen 1184/1185 unterwarf er sich schließlich 1185 dem dänischen König Knut VI. und wurde nunmehr dessen Lehnsmann. Wahrscheinlich musste er auch Teile seines westlichen Herrschaftsgebietes an das Rügische Fürstentum abtreten.
Bogislaw war in erster Ehe mit einer Walburgis († 1177) verheiratet. Ihre Herkunft ist heute nicht mehr bekannt; möglicherweise stammte sie aus Dänemark. Mit ihr hatte er zwei Söhne, die ihn nicht überlebten, nämlich Ratibor († 1183) und Wartislaw († 1184).
Nach dem Tode Walburgas heiratete Bogislaw in zweiter Ehe Anastasia, eine Tochter Mieszkos III., des Seniorherzogs von Polen. Möglicherweise steht die für den 26. April 1177 überlieferte Anwesenheit Herzog Bogislaws in Gnesen in einem Zusammenhang mit der Vermählung. Bogislaw starb 1187 und wurde im Kloster Grobe auf dem Klosterberg bei der Stadt Usedom begraben. Ihm folgten in der Regierung seine Söhne aus zweiter Ehe Bogislaw II. und Kasimir II.
Seine Witwe Anastasia stiftete 1224 das Prämonstratenserinnenstift Marienbusch bei Treptow an der Rega, wo sie ihren Witwensitz nahm und nach ihrem Tode – sie wurde zuletzt am 31. Mai 1240 als lebend erwähnt und starb jedenfalls vor dem 24. Juni 1242 – beigesetzt wurde.